# David Kobylík
David Kobylík (* 27. června 1981) je bývalý český fotbalový záložník. Od začátku sezony 2023/24 je hlavním trenérem divizního mužstva FK Kozlovice. Působí také v roli experta ČT sport a deníku Sport. 
Hrál mj. za SK Sigma Olomouc, RC Strasbourg, německou Bundesligu za Arminii Bielefeld, na Slovensku za MŠK Žilina a v Polsku za Polonii Bytom. Mistr Evropy hráčů do 21 let z roku 2002. V české lize odehrál 112 utkání a dal 11 gólů.
Jeho oblíbení hráči jsou Francouz Zinedine Zidane a Němec Lothar Matthäus, oblíbený klub SK Sigma Olomouc.

## Reprezentační kariéra
Kobylík působil v mládežnických reprezentačních výběrech České republiky od kategorie do 15 let. Za českou reprezentační jedenadvacítku odehrál celkem 32 zápasů, v nichž se sedmkrát střelecky prosadil.

### Mistrovství Evropy hráčů do 21 let 2002
Zúčastnil se Mistrovství Evropy hráčů do 21 let v roce 2002 ve Švýcarsku, kde česká reprezentační jedenadvacítka vyhrála svůj premiérový titul, když ve finále porazila Francii na pokutové kopy.
V prvním zápase základní skupiny B 16. května prohrála česká reprezentace s Francií 0:2, trenér Miroslav Beránek nasadil Kobylíka v základní sestavě, ten odehrál 83 minut, pak jej střídal Karel Piták. 19. května následoval zápas s Belgií konaný v Ženevě, David absolvoval celé utkání, které skončilo výsledkem 1:0 pro ČR. V posledním zápase skupiny proti Řecku se dostal na hřiště až v 52. minutě (střídal Pitáka), utkání dospělo k remíze 1:1.
V semifinále 25. května narazil český výběr na tým Itálie a Kobylík odehrál celý zápas. V 9. minutě prodloužení vstřelil Michal Pospíšil zlatý gól na 3:2 a zajistil tak svému týmu účast ve finále.
Ve finále 28. května se ČR opět střetla s Francií. Tentokrát gól v řádné hrací době ani v prodloužení nepadl a musely rozhodnout pokutové kopy. Kobylík do finále nezasáhl, ale na konci mohl slavit se spoluhráči titul.

### Reprezentační zápasy a góly
Zápasy Davida Kobylíka v české reprezentaci do 21 let 
| Rok    | Zápasy | Góly |
| ------ | ------ | ---- |
| 2000   | 4      | 0    |
| 2001   | 12     | 3    |
| 2002   | 7      | 1    |
| 2003   | 9      | 3    |
| Celkem | 32     | 7    |

Góly Davida Kobylíka v české reprezentaci do 21 let 
| Gól | Datum       | Stadion                                   | Soupeř        | Skóre (min.) | Výsledek | Soutěž                     |
| --- | ----------- | ----------------------------------------- | ------------- | ------------ | -------- | -------------------------- |
| 010 | 05. 6. 2001 | Stadion Strahov, Praha, Česko             | Severní Irsko | 03:00 (54.)  | 4:0      | kvalifikace na ME U21 2002 |
| 02  | 15. 8. 2001 | Staré Město u Uh. Hradiště, Česko         | Slovensko     | 01:30 (75.)  | 2:4      | přátelský zápas            |
| 03  | 5. 10. 2001 | Na Stínadlech, Teplice, Česko             | Bulharsko     | 08:00 (75.)  | 8:0      | kvalifikace na ME U21 2002 |
| 04  | 12. 2. 2002 | Porto, Portugalsko                        | Portugalsko   | 01:30 (69.)  | 1:3      | přátelský zápas            |
| 05  | 28. 3. 2003 | 's-Hertogenbosch, Nizozemsko              | Nizozemsko    | 00:10 (17.)  | 0:3      | kvalifikace na ME U21 2004 |
| 06  | 01. 4. 2003 | Stadion u Nisy, Liberec, Česko            | Rakousko      | 02:10 (32.)  | 3:1      | kvalifikace na ME U21 2004 |
| 07  | 11. 6. 2003 | Sportovní areál Drnovice, Drnovice, Česko | Moldavsko     | 01:0 0(1.)   | 3:0      | kvalifikace na ME U21 2004 |

## Trenérská kariéra
Od jara 2019 byl hrajícím trenérem v klubu TJ Sokol Určice v 1.A třídě Olomouckého kraje. Před sezonou 2021/22 přijal nabídku trénovat divizní Frenštát pod Radhoštěm, v klubu na vlastní žádost skončil v květnu 2022. Další ročník působil jako hrající trenér v Kralicích na Hané v 1.A třídě Olomouckého kraje. Od sezony 2023/24 vede divizní FK Kozlovice.